# Maria Zamoyska-Kwilecka
Maria Róża Emilia z hr. Zamoyskich hr. Kwilecka (ur. 30 czerwca 1898 w Rudzie Pilczyckiej, zm. 31 maja 1943 w Radomsku) – polska hrabina, sanitariuszka, działaczka społeczna.

## Życiorys
Maria Róża Emilia byłą córką Władysława Leona hr. Zamoyskiego i Zofii Hermancji ks. Czetwertyńskiej. Wychowywała się w majątku rodzinnym w Rudzie Pilczyckiej. Jej ojciec posiadał majątek o wielkości 4080 mórg ziemi oraz trzykondygnacyjny dwór. Matka zaś była społeczniczką zaangażowaną w edukację dzieci włościańskich, uaktywnieniem kobiet, przewodniczką koneckiego Koła Ziemianek, Katolickiego Związkowi Polek i Katolickiego Stowarzyszenia Kobiet Archidiecezji Warszawskiej.
Podczas wojny polsko-bolszewickiej Maria Zamoyska była sanitariuszką Polskiego Czerwonego Krzyża.
9 czerwca 1921 roku w parafii świętego Antoniego w Warszawie wzięła ślub z Mieczysławem Sewerynem hr. Kwileckim herbu Byliny Miała z nim czworo dzieci: Teresę Annę Marię, Gabrielę Marię, Rafała Stefana i Kazimierza Marię.
Maria Róża mieszkała wraz z mężem i dziećmi w Malińcu. Zarządzała dworskim ogrodem warzywnym, sadem, hodowlą drobiu oraz udzielała się społecznie niosąc pomoc medyczną okolicznym mieszkańcom.
W 1936 roku przeprowadziła się do Rudy Pilczyckiej. W późniejszym czasie zamieszkała w wynajętej willi w Rabce, m.in. z powodu dwóch dobrych szkół prywatnych, do których posłała swoje dzieci. Utrzymywała się wtedy z wynajmu pokoi turystom oraz uczniom. W 1940 roku została aresztowana przez gestapo i uwięziona w obozie koncentracyjnym w Ravensbrück. Rok później, dzięki staraniom rodziny, uwolniono ją. Jej kolejnym domem została Bąkowa Góra, a dokładnie folwark jej krewnego – hrabiego Pawła Potockiego. W nowym miejscu zamieszkania Maria nadal niosła niezbędną pomoc medyczną okolicznej ludności. 29 maja 1943 roku, wraz z synami, wzięła udział w gaszeniu pożaru jednego z budynków w Bąkowej Górze. Na wieść, że w ogniu mają znajdować się dzieci, jako jedyna spośród zgromadzonych, odważyła się, w ich poszukiwaniu, skoczyć w ogień. Informacja okazała się jednak nieprawdziwa, a Maria Róża Kwilecka doznała poważnych poparzeń ciała. Zmarła 31 maja 1943 roku w szpitalu Świętego Aleksandra w Radomsku, w wyniku ran poniesionych w pożarze. 2 czerwca 1943 roku w Bąkowej Górze odbył się jej pogrzeb. Hrabinę żegnała asysta strażaków-ochotników, leśników oraz tłumy mieszkańców Bąkowej Góry i innych pobliskich wiosek.

## Upamiętnienie
Po jej śmierci mieszkańcy Bąkowej Góry ufundowali dla zmarłej nagrobek z piaskowca w postaci anioła warty obecnie kilkadziesiąt tysięcy złotych. O zmarłej, do dziś, świadczy również epitafium znajdujące się w kościele parafialnym w Bąkowej Górze, zapis w parafialnej księdze wypominków i każdorazowo wspominanie jej pamięci podczas mszy świętych.
W 2023 roku został opublikowany tomik wierszy Tomasza Jankowskiego pt.: W Bąkowej Górze, który poświęcony jest pamięci Marii Róży Zamoyskiej-Kwileckiej. 